# 航空業對環境的影響

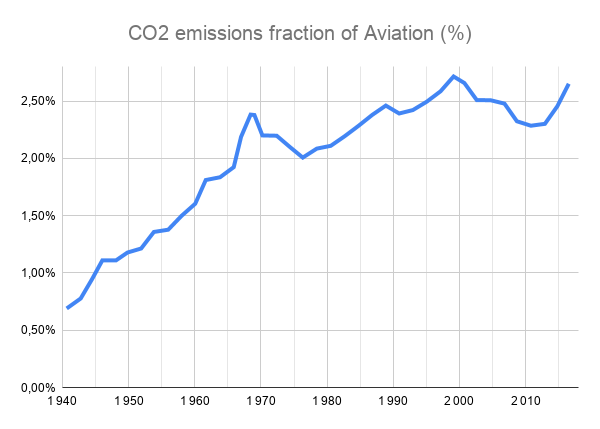
在1940年到2018年之間，航空業的二氧化碳排放量從佔全球的0.7%增長到2.65%。

航空業對環境的影響簡單描述航空業對地球環境造成的各式影響，及人類嘗試將其緩解的措施。
由於飛機的發動機是透過燃燒化石燃料而產生動力，會因此產生氣體、噪音和懸浮微粒，而引起人們對其全球影響及其對區域空氣品質影響的擔憂。噴射客機透過排放二氧化碳 （最知名的溫室氣體）以及氮氧化物（科學上了解較少的物質）、凝結尾和懸浮微粒，而加劇氣候變遷的腳步。單獨由二氧化碳造成的輻射強迫估計為1.3-1.4毫瓦/平方米（mW/m2），因飛機誘導產生的卷雲（科學上對此的了解尚低），其影響尚未包括在內。全球航空業在2018年產生的二氧化碳，佔全球所有排放量的2.4%。
在1967年到2007年的40年之間，噴射客機的燃油效率已提高70%，在2018年，全球每收入噸公里 ( ton-kilometer，RTK，運送一噸飛行一公里距離) 的二氧化碳排放量是1990年的47%。在2018年，全球每位收入乘客每公里的平均二氧化碳排放量為88克。雖然航空業的燃油效率不斷提高，但因航空旅行數量增加更快，總體二氧化碳排放量也有隨著增加。到2020年，航空業排放量比2005年高出70%，預計到2050年，增長可能會達到300%。
飛機產生的噪音會擾亂睡眠及兒童教育，並可能增加心血管疾病的風險。由於機場要處理大量的噴射機燃料和除冰化學品，如果不妥善處理，會污染附近的水體，造成水污染。航空活動會排放臭氧和超細顆粒物，這兩者都會危害健康。通用航空所使用的活塞式發動機，因使用航空汽油而會釋放鉛，有導致鉛中毒的風險。
航空業可透過提高飛機燃油經濟性來減少環境足跡，優化航空交通管制及飛行航線以降低非二氧化碳氣體（如氧化氮、懸浮微粒及凝結尾）對氣候的影響。國際民用航空組織（ICAO）擬定的國際民航碳抵銷及減少計畫（CORSIA）包含有採用航空生物燃料、開放排放權交易及促進碳抵銷與碳信用等措施，有降低二氧化碳排放的效果。短途飛行禁令、機場聯絡軌道系統、飛行恥辱運動以及航空稅收和補貼有降低航空使用量的效果。油電混合動力飛機、電動飛機和氫動力飛機有機會取代依賴化石燃料提供動力的飛機。

## 氣候變化

### 航空業導致的因素

航空業的各種排放，在2020年估計產生的輻射強迫效果。

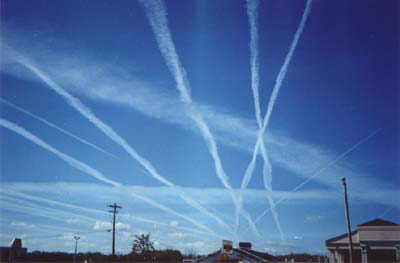
凝結尾及卷雲。

飛機會排放氣體（二氧化碳、水蒸氣、氮氧化物或一氧化碳（釋放時與氧氣結合，而變成二氧化碳）和懸浮微粒（未完全燃燒的碳氫化合物、硫氧化物、黑碳），它們之間，以及與大氣間均會相互作用。雖然飛機排放的溫室氣體主要是二氧化碳，但噴射客機在對流層頂飛行時，會產生共4種導致氣候變化的因素：
二氧化碳 (CO2)
二氧化碳排放是對氣候變化最重要，同時最為人類所了解的現象。無論在任何高度，其影響均相似。乘客和工作人員用於出入機場的車輛、建設機場和製造飛機產生的排放，也同樣助長溫室氣體排放。
氮氧化物（NOx，一氧化氮和二氧化氮）
在對流層頂，NOx的排放有利於對流層上層臭氧 (O3) 的形成。在8到13公里（26,000到43,000英尺）的高度排放NOx，會導致那兒的O3濃度高於地表的，而會產生更大的全球暖化效應。O3濃度對地表的影響僅為區域性和局部性，但O3在對流層的中層和高層會與大氣均勻混合。NOx排放還會降低環境中甲烷（另一種溫室氣體）的含量，而產生氣候冷卻效應，但並未抵消O3的暖化效應。飛機在平流層中排放硫和水，往往會消耗O3，把NOx誘導的O3增加做部分抵銷，但這類抵銷尚未被量化。輕型飛機和小型通勤飛機在對流層的較低處飛行，並未進入對流層頂。
凝結尾和卷雲
噴射飛機燃料經燃燒後產生水蒸氣，這類水蒸氣在高海拔、寒冷和潮濕的條件下凝結成可見的長條狀雲：凝結尾。凝結尾被認為會產生全球暖化效應，但不如二氧化碳般顯著。在較低高度飛行的飛機很少會產生凝結尾。卷雲會在持續有凝結尾的狀況下形成，會產生額外的全球暖化效應。卷雲對全球暖化的效果尚未確定，在估計航空業的全球暖化影響時，通常未把卷雲的效果計入。
懸浮微粒
微粒中的硫酸鹽和煤煙顆粒產生的直接影響較小：硫酸鹽顆粒具有降溫作用並會將輻射反射，而煤煙會吸收熱量而具有升溫作用，而雲層的特性和形成會受顆粒的影響。由粒子演變而來的凝結尾和卷雲可能比二氧化碳排放具有更大的輻射強迫效應。煤煙顆粒較大，足以充當凝結核，被認為是形成凝結尾的主要原因。減少噴射飛機燃料中的芳香化合物，可減少煤煙產生。
隸屬聯合國的政府間氣候變化專門委員會（IPCC）在1999年估計1992年航空業的排放總體輻射強迫是單獨二氧化碳排放影響的2.7（2到4）倍 - 但未包括卷雲的潛在影響。數字在2000年更新，航空業的排放整體輻射強迫估計為47.8mW/m2（毫瓦/平方米），是單獨二氧化碳排放影響（25.3mW/m2）的1.9倍。
David S. Lee等研究人員在2005年發表在同行評審科學期刊《大氣環境》內的研究報告估計，航空業的累積輻射強迫效應為55mW/m2，是單獨二氧化碳排放輻射強迫效應（28mW/m2）的兩倍（未把隨之產生的卷雲列入考慮，世人對此的科學認識水準很低）。瑞典查爾姆斯理工大學在2012年發表的研究報告估計，如果不把航空引起的卷雲列入考慮，權重因子為1.3-1.4倍，如果包括卷雲，權重則增為1.7-1.8倍（在1.3-2.9的範圍內）。
對於氧化氮–臭氧–甲烷間的相互作用、飛機產生的凝結尾、煤煙氣溶膠對卷雲的影響以及非二氧化碳輻射強迫的測量，仍存在不確定性。

### 數量
根據ICAO的數據，航空客運量在2018年為43億人次，起飛次數達3,780萬次，平均每次飛行載客量為114人次，達到8.26兆客運收益公里數（Revenue Passenger Kilometer（RPK）），平均航程為1,920公里（1,040海里）。客運量在有外部衝擊的情況之下仍持續增長，每15年增加一倍 - 平均年增長率為4.3%，空中巴士公司預測這種增長仍會繼續。雖然航空業透過技術和運營的改進，不斷提高燃油效率，飛機的燃油用量比1990年減少一半，但總體排放量隨著航空旅行量的增加而增加。1960年至2018年間，RPK從1,090億增加到82,690億。
在1992年，飛機排放量佔所有人為二氧化碳排放量的2%，航空業在過去50年中累積的人為二氧化碳排放總量佔比略高於1%。到2015年，航空業佔全球二氧化碳排放量的2.5%。 2018年，全球航空商業營運排放的二氧化碳為9.18億噸，佔所有二氧化碳排放量的2.4%：客運部分有7.47億噸，貨運部分有1.71億噸。從1960年到2018年，二氧化碳排放量從每年1.52億噸增加到10.34億噸，增加5.8倍。2013年至2018年間，飛機排放量增加32%。

歐盟排放交易體系顯示在2013年到2019年間，歐盟10大溫室氣體排放航空業者的個別佔比。

1990年至2006年間，歐盟的航空業溫室氣體排放量增加87%。 在2010年，約60%的航空業排放來自國際航班，但這些並未列於《京都議定書》的減排目標內。國際航班的排放也未受到《巴黎協定》的涵蓋，為的是避免各個國家/地區繁複的法律制定。但ICAO通過協議，把航空公司的碳排放量限制在不超過2020年的水準，同時允許航空公司從其他行業和項目購買碳信用額度。
IPCC在1992年估計飛機所產生的輻射強迫佔人為輻射強迫總量的3.5%。.

### 每位乘客

從1950年到2018年間，航空業產生1公斤二氧化碳的里程，從0.4收入噸公里（RPK）增加為8.2收入噸公里。

由於燃油在航空業成本中的佔比很高，預計在2007年達到28%，讓航空公司有強烈的動機來降低燃油消耗，減少環境足跡。從1967年到2007年之間，噴射客機機的燃油效率提高70%。燃油效率不斷提高，其中40%是因為發動機的改進而達成，有30%來自機身改進。早期噴射客機的效率改善較後期為大，在1960年到1980年間的效率改善率為55-67%，而在1980年到2000年間僅提高20-26%。
從1968年到2014年，新飛機的平均油耗下降45%，年複合率下降1.3%，每年的下降數字不一。 到2018年，每收入噸公里 (RTK) 的二氧化碳排放量比1990年減少一半以上（為原來排放的47%）。從2000年到2019年，航空業能源強度從21.2降為12.3兆焦耳/收入頓公里（MJ/RTK），減幅達到42%。
2018年，航空客運的二氧化碳排放量總計為7.47億噸，收入旅客公里 (revenue passenger kilometres（RPK)）為8.5兆，平均每RPK排放88克二氧化碳。英國商業、能源與工業策略部計算的國內長途飛行，每RPK排放102克二氧化碳，另有254克二氧化碳當量的排放，包括非二氧化碳溫室氣體及水蒸氣等。
ICAO的目標是在2013年至2050年間，每年有2%的效率改善，而國際航空運輸協會（IATA）的目標是在2009-2020年間，每年的效率提高1.5%，並在2050年之前將二氧化碳淨排放降為2005年水準的一半。

### 進化
IPCC在1999年估計，到2050年，航空業輻射強迫可能達到190mW/m2，佔人為輻射強迫總量的5%，不確定性（信賴區間）在100到500mW/m2之間。如果其他行業隨時間的推移而把溫室氣體排放量顯著減少，那麼航空業在將來的排放量中的佔比率就會上升。
在曼徹斯特大學教氣候科學及能源政策的愛麗絲·拉金估計，到本世紀中葉，為把氣候變化溫度升高保持在2°C以下，每年的全球二氧化碳排放預算將完全被航空業用罄。 鑒於航空業的需求成長太快，而技術進展無法配合，航空業將會在導致危險的氣候變遷中擔任要角，而提請世人正視。
英國雷丁大學的國家大氣科學中心在2013年預測到21世紀中葉，由於大氣中二氧化碳的增加，將導致跨大西洋航班遭遇湍流的機會顯著增加。 
雖然在飛機、動力裝置和飛行作業均有效率創新，但航空業的二氧化碳排放量仍在增加。航空旅行仍繼續增長。 
非營利會員制組織生物多樣性中心在2015年估計，到2050年，飛機會產生430億噸的二氧化碳排放量，佔全球剩餘碳預算近5%。如果不予監管，全球航空到本世紀中葉的排放量可能會增加兩倍，而在高度增長、一切照舊的情況下，每年會排放超過30億噸的碳。許多國家已承諾為《巴黎協定》而減排，但所做和承諾的加總仍然不足，雖然有技術和運營上的改進進，仍不足解決問題。
國際能源署預計，航空業在全球二氧化碳排放量的佔比，會從2019年的2.5%增長到2030年的3.5%。
全球國際航空業在2020年的排放量比2005年的高出約70%，ICAO預測，如果不增加額外措施，排放量會在2050年進一步增長300%以上。
到2050年，由於飛機技術操作程序改進，及採用航空生物燃料，而把由硫酸鹽氣溶膠和黑碳引起的輻射強迫降低、燃油效率提高2%和氮氧化物排放減少，來降低對氣候變遷的負面影響。

## 噪音

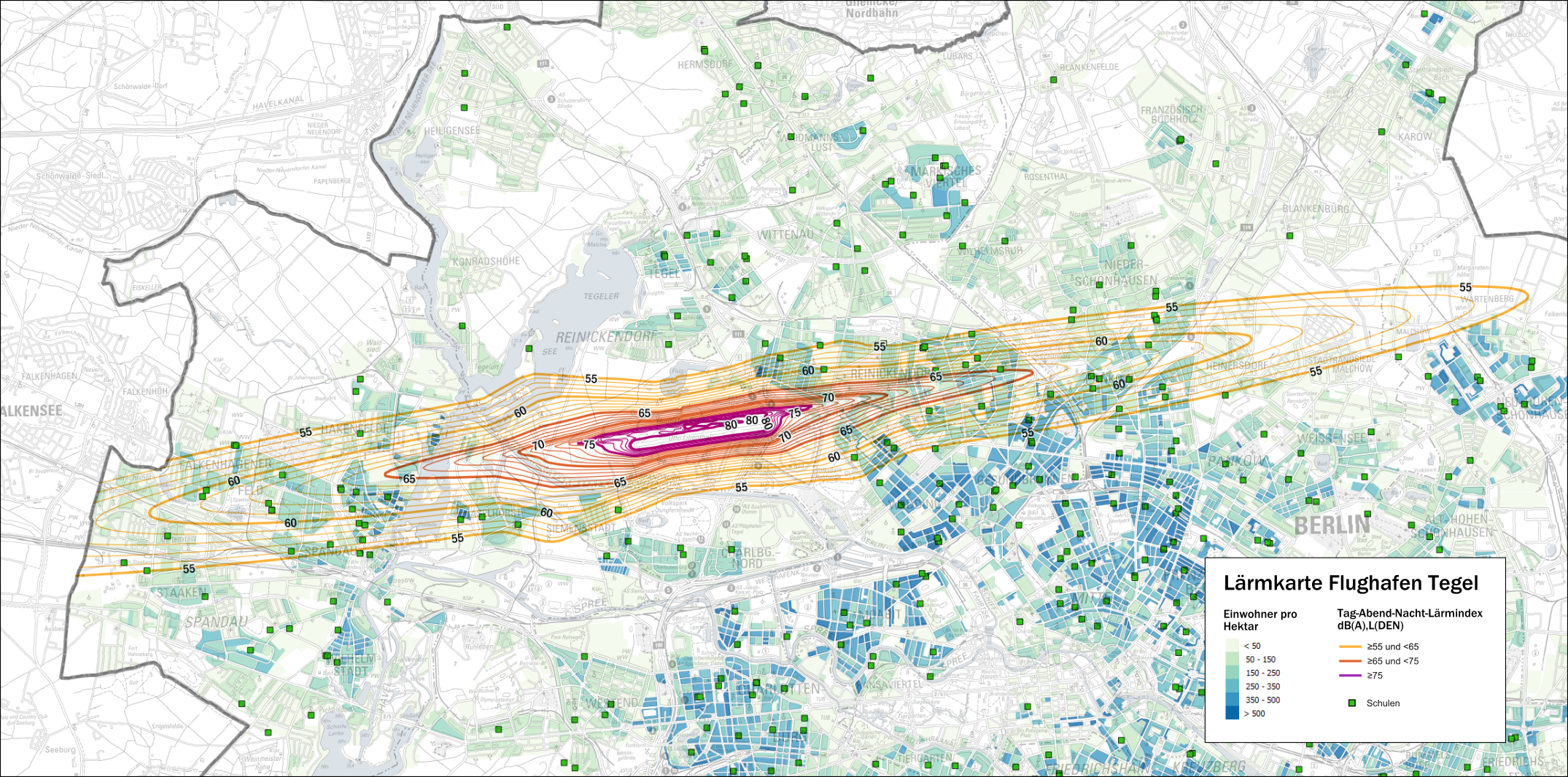
柏林-泰格爾機場的噪音圖。

空中交通會產生飛機噪音污染，這種污染會擾亂睡眠，影響到兒童學習成績，並會增加機場四周居民罹患心血管疾病的風險。睡眠干擾問題可透過禁止或限制夜間起降來降低，但只能逐漸減少，且各國立法也不盡相同。
根據ICAO發佈的噪聲標準（第14章），對於在2017年12月31日之後提交認證的飛機，以及在2020年12月31日之後低於55噸（121,000磅）提交認證的飛機、比之前的規定要低7個有效感受噪音分貝（累積）。此與美國聯邦航空總署（FAA）的Stage 5噪音標準相同。具有較高旁通比的渦扇發動機產生的噪音較小。普惠PW1000G發動機比前一代引擎安靜75%。 引擎吊艙尾部的鋸齒狀（或稱為chevrons）邊緣可降低噪音。
採取持續下降進場 (CDA) 模式，因發動機接近怠速運轉，會產生較少的噪音。每次CDA可將地面噪聲降低約1-5分貝。

## 水污染

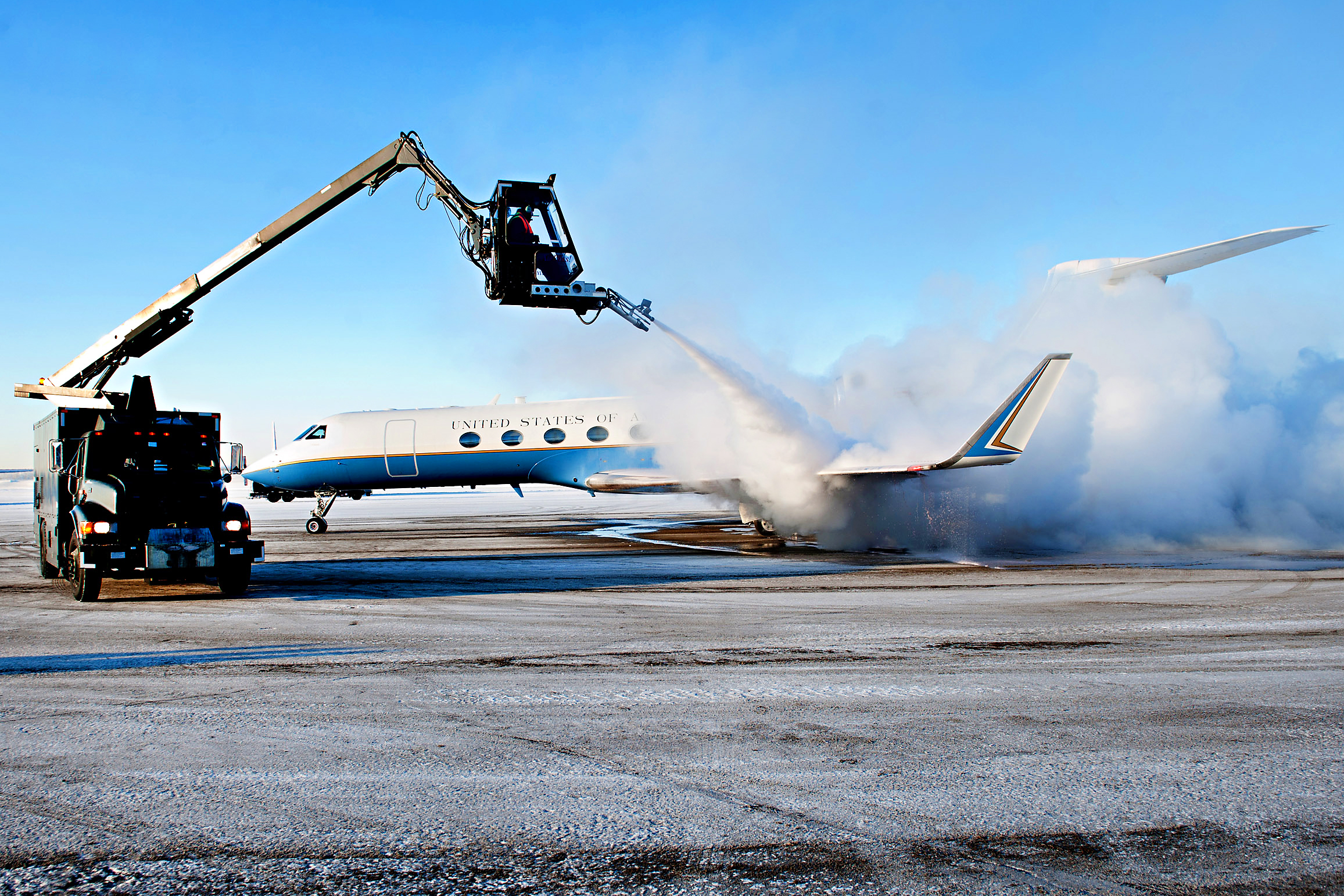
施用過多的除冰液會有機會污染到機場附近的水體。

由於機場內會大量使用和處理噴氣燃料、潤滑油和其他化學品，有產生嚴重水污染的機會。可透過洩漏控制設施和清理設備（例如真空吸附卡車、便攜式護堤和吸收劑）來減輕或防止洩漏產生的危害。
在冰凍天氣中使用的除冰液會因為其灑落地面，地表徑流會將它們帶到附近的溪流、河流或沿海水域而造成水污染。:101除冰液的基底是乙二醇或丙二醇。:4機場在跑道和滑行道等鋪砌路面上施用除冰液，其中會含有醋酸鉀、乙二醇化合物、乙酸鈉、尿素或其他化學物質。:42乙二醇和丙二醇在地表水的降解過程中，會產生高水準的生化需氧量，把水生生物所需的氧氣消耗。分解丙二醇的微生物種群會消耗水流層中的大量溶解氧 。:2–23而魚類、無脊椎動物和其他水生生物需要地表水中有足夠的溶解氧才能存活。如果生物不能遷移到氧氣水準充足的區域，就會死亡。低溶解氧水準，群落中物種受到改變（即關鍵食物網相互作用被改變）會把底棲攝食者的種群數目減少，甚至是消除。:2–30

## 空氣污染
航空業是產生人為臭氧的主要源頭，臭氧會危害呼吸系統健康，每年因此的過早死亡人數達到6,800例。
飛機發動機在機場內和機場附近會排放超細顆粒物 (UFP)，地面支持設備也同樣會排放。飛機在起飛過程中，每燃燒1公斤燃料，會排放3到50×1015個顆粒，實際數目因不同發動機而異。有其他估計，如4到200×1015個顆粒（0.1-0.7克），或14到710×1015個顆粒，或0.1-10×1015個黑碳顆粒（0.046-0.941克）。
在美國，有167,000架使用活塞式發動機的飛機（佔該國通用航空飛機的4分之3），它們使用航空汽油，會將鉛釋放進入大氣。美國國家環境保護局（EPA）估計，在1970年至2007年之間間，有34,000噸的鉛因此進入大氣。FAA承認吸入或攝入鉛會對人體的神經系統、紅血球、心血管和免疫系統產生不利影響。嬰幼兒接觸鉛會導致行為和學習上的問題，以及智商降低。

## 緩解
2021年2月，歐洲航空業公佈名為目標2050（Destination 2050）的可持續發展計劃，目標是在2050年之前實現零二氧化碳排放：
- 飛機技術改進，減排37%；
- 使用可持續航空燃料 (SAF) ，減排34%；
- 提供經濟激勵，減排8%
- 改善空中交通管理 (ATM) 和運營改進，減排6%；

假設中的空中交通量在2018年至2050年間每年增長1.4%。該倡議由歐洲國際機場委員會（ACI Europe）、歐洲航空與國防工業聯盟（ASD） 、歐洲航空公司協會（A4E）、全球民用導航服務組織（CANSO）和歐洲區域航線協會（ERA） 領銜促進。

### 減少航空旅行
航空業的環境足跡可透過減少航空旅行、航線優化、設定排放上限、短途限制、增加稅收和減少補貼等方式來降低。
航線優化

優化航空交通管制後能產生更多的直接飛行航線。

改善空中交通管理系統，增加更多的直航路線和優化的巡航高度，可讓航空公司減少18%的排放。歐盟自1999年起即提出單一歐洲天空的概念，以去除國家間的重疊空域管制，並減少排放。到2007年，由於單一歐洲天空尚未實施，導致每年多排放1,200萬噸二氧化碳。截至2020年9月，這一概念仍未完全實現，班機延誤造成60億歐元的損失，並造成1,160萬噸額外二氧化碳排放。
排放權交易
ICAO贊同透過排放權交易的做法以減少航空二氧化碳排放，指導方針已於2007年提交給ICAO大會。在歐盟內部，歐盟執行委員會在2012年把航空業納入歐盟排放交易體系，把航空公司的排放設定上限，提供激勵措施，讓航空業透過更高效的技術或從其他公司購買碳信用額度來降低排放。曼徹斯特都會大學的航空、運輸和環境中心估計，能減少排放的唯一方法是為碳設定價格並使用如歐盟排放交易體系等市場交易工具。
短途飛行禁令

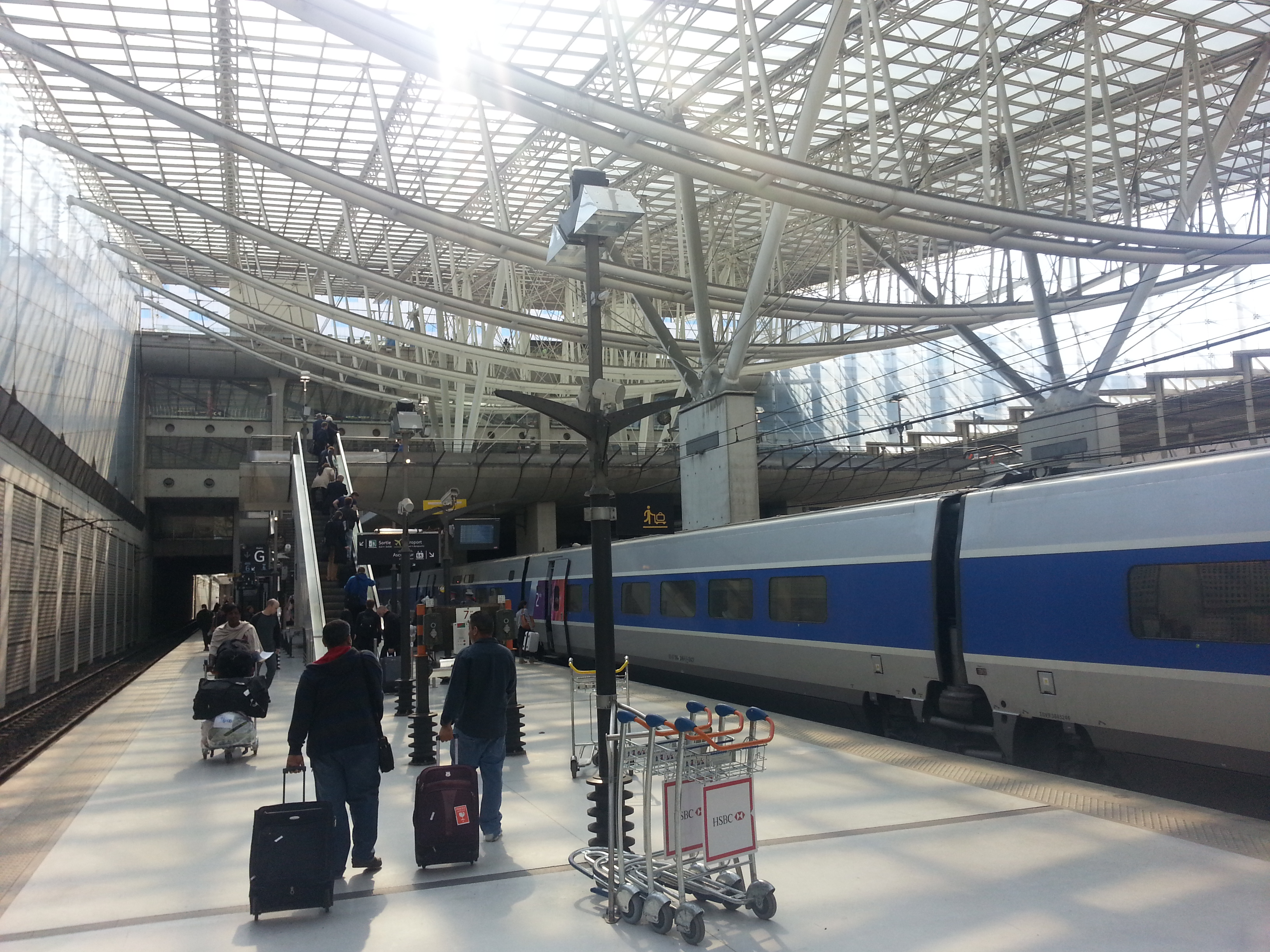
在巴黎夏爾·戴高樂機場內的戴高樂機場2號航廈站，航空旅客可在此利用高速列車與巴黎，比利時等地聯繫。

這種禁令是由政府給予航空公司的限制，要求所有航班的飛行距離不得短於某種長度，或者是組織及公司要求工作人員從事公務旅行時，必須超過某種距離方得搭乘飛機，目的在減少航空業對環境的影響。在21世紀，有些政府、組織和公司對短途航班施加限制，甚至是禁令，促使或是迫使旅行者選擇更具環保的交通工具，尤其是火車。
機場聯絡軌道系統
透過機場聯絡軌道系統可降低對支線航班的需求。到2019年3月，有漢莎航空提供利用德國鐵路的AIRail服務由機場通往法蘭克福，法國航空提供法國高速列車由機場通往巴黎。2018年10月，奧地利航空和奧地利聯邦鐵路推出利用鐵路連結維也納國際機場的服務。2019年3月，荷蘭內閣運作於利用鐵路營運公司NS International或是Thalys由機場通往阿姆斯特丹。到2020年7月，漢莎航空和德國鐵路公司透過法蘭克福機場，將鐵路聯繫擴展到17個主要城市。
國際會議
大多數國際專業或學術會議的參與者會搭乘飛機旅行，會議旅行通常被視為是種員工福利，因為所有費用均由雇主負擔。到2003年，Access Grid公司已經主辦多個透過視訊方式的國際會議，降低參與者旅行的機會。廷德爾氣候變化研究中心則建議尤其是研究氣候變化的學者，應該減少空中旅行，實際參與減排的行動，並發表“ Travel Tracker App”手機軟體來達到減量旅行的目的。

世界各地國內/國際航空業的人均溫室氣體排放量。

飛行恥辱
在瑞典，飛行恥辱（或稱flygskam）的概念被認為是導致航空旅行下降的原因。瑞典國家鐵路報告稱，2019年夏季選擇乘坐火車而非飛機旅行的瑞典人比2018年增加一倍。瑞典機場運營商Swedavia報告稱，其營運的10個機場的乘客比2018年減少4%：國內乘客下降9%，國際乘客下降2%。美國非營利組織國際潔淨運輸理事會估計全球有3%的人口經常搭乘飛機。在挪威西部研究所服務的瑞典學者Stefan Gössling估計，世界上有1%的人口所排放的二氧化碳佔商業航空排放量的一半，而近90%的人在某一年中卻未曾搭乘過飛機。 
歐洲投資銀行在2022年初公佈2021-2022年氣候調查結果，顯示受訪者中，30歲以下有52%、30歲至64歲中有37和65歲及以上中有25%，他們計劃在2022年暑假搭乘飛機從事旅行；其中30歲以下有27%、30-64歲中有17%和65歲及以上有12%計劃搭乘飛機前往遙遠目的地旅行。 
ICAO規定及國際民航碳抵銷及減少計畫（CORSIA）
ICAO成員在2016年承諾，從2020年起每年把航空燃油效率提高2%，並把碳排放穩定。為實現這些目標而計畫進行的措施有：更省油的技術、開發及採用可持續航空燃料、改善空中交通管理、執行市場機制（如排放權交易、徵稅和碳抵消），及在2016年10月通過CORSIA。
CORSIA之目標是從2020年開始實現碳中和。這個計畫採用具有市場機制的環境政策工具來抵消二氧化碳排放：未達標的飛機運營商必須自碳市場購入碳信用來沖抵。在2021年到2027年之間，由所有國家自願參加。

### 稅收和補貼
財務措施可降低旅客對航空的需求，並促進其他交通模式的成長，也激勵航空公司提高燃油效率。航空稅包括有：
- 搭機乘客登機稅，可能會照飛行距離計算，包括國外及國內飛行。
- 離境稅，除因搭機離境外，也包括其他的交通模式。
- 航空燃料稅，由航空公司支付，例如歐盟的航空燃油稅或美國燃油稅。

把對不可持續飛行的補貼削減，並補貼可持續替代品的開發，可影響消費者行為。歐洲投資銀行在2019年9-10月委託所做的一項民意調查中，歐盟公民有72%支持對航班徵收碳稅。
航空稅可將所有外部性成本列入，並可透過排放權交易達成。在2016年ICAO每3年一度的會議就CORSIA抵消計劃達成協議之前，國際航空排放一直未受國際監管。在低度，或者是無航空燃料稅時，航空旅行與其他交通方式比較，具有競爭優勢。

### 替代燃料與技術

#### 航空生物燃料

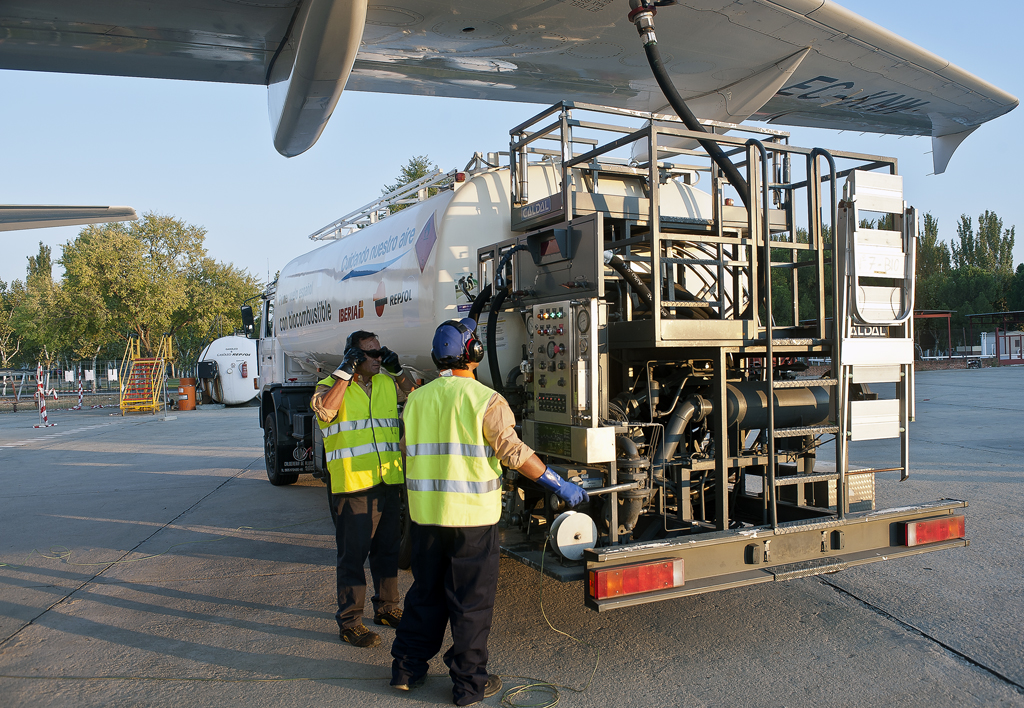
為一架空中巴士A320系列飛機加油（航空生物燃料）。

航空生物燃料(另稱bio-jet fuel或是bio-aviation fuel (BAF) 是種為飛機提供動力的生物燃料，據說是種可持續航空燃料 (SAF)。IATA認為這是種可減少碳足跡影響的關鍵因素。航空生物燃料可為尤其是中長途航空旅行降低排放，也因可降低碳足跡，而延長老舊飛機的使用年限。
生物燃料由生物質（植物或廢棄物）製造；這種燃料與傳統噴射燃料相比，可減少20-98%的二氧化碳排放量（由使用的生物質類型而定）。首次使用摻入生物燃料的試飛在2008年舉行，到2011年，商業航班可使用摻有50%生物燃料的混合燃料。IATA在2019年所設的目標是到2025年，實現2%的滲透率。
航空生物燃料可從如痲瘋樹、藻類、牛脂、廢油、棕櫚油、巴巴蘇油和亞麻薺種籽油等來生產；對固體生物質，可使用費托合成熱裂解提取、將廢物發酵製造酒精後轉化或通過太陽能做生物合成。小型活塞發動機可進行改造，使用乙醇作燃料。
可持續生物燃料不會產生與糧食作物、主要農田、天然林或淡水的競爭。它們是電燃料的替代品。可持續航空燃料需經第三方組織認證。

#### 氫氣和電燃料
空中巴士公司在2020年推出以液氫動力作為零排放客機的概念，準備在2035年上市。航空業與工業生產相同，不易電氣化，但可採用氫基燃料提供動力。
歐盟的清潔天空聯合項目2和燃料電池與氫聯合項目2（Fuel Cells and Hydrogen 2）在2020年進行的一項研究發現，到2035年，氫可為短程飛機提供動力。配備混合燃料電池/渦輪機的短程飛機（<2,000公里，等於1,100海裡）可把氣候影響減少70-80%，但成本會增加20-30%，配備同型動力的中程客機可減少50-60%的影響，但成本會增加30-40%，而長程飛機（>7,000公里，等於3,800海裡）可減少40-50%的影響，但成本會增加40-50%。飛機技術、氫氣相關基礎設施、法規和認證標準都需要研究和開發。
德國波茨坦氣候影響研究所發表的研究報告稱，源自氫的電燃料每噸二氧化碳的減排成本為800-1,200歐元。到2050年，這種減排成本會降低到20-270歐元，但尚不足以取代化石燃料。電燃料的可用性有不確定的風險，須由能源政策承擔，當航空業尚無法直接電氣化時，氫氣和電燃料可被優先考慮。

#### 電動飛機

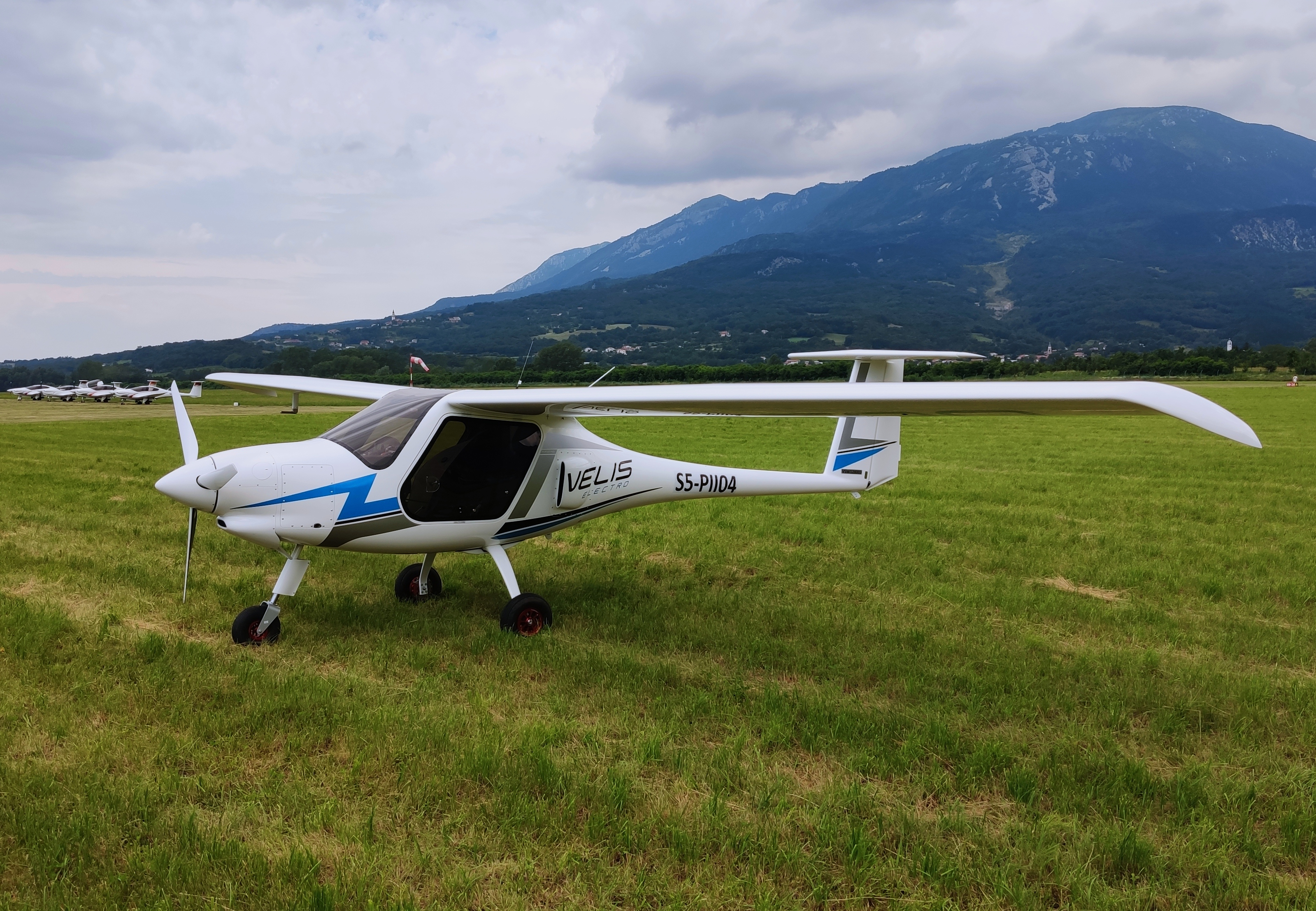
斯洛維尼亞製造的固定翼全電動輕型飛機Velis Electro在2020年6月10日取得世界首張型號合格證。

電動飛機在運行時不會產生任何排放物，而電力可由可再生能源產生。由於電機和轉換器效率更高，電池的電力有90%左右可轉為軸功率，而燃氣輪機只能把55%的燃油能量轉為軸功率。 但鋰離子電池（包含包裝和配件在內）的能量密度為160Wh/kg（瓦特小時/公斤），而航空燃料的能量密度為12,500Wh/kg。電池的重量是當前電動飛機必須克服的問題。德國航空太空中心在2019年11月估計，大型電動飛機將在2040年問世。大型長途飛機不大可能在2070年之前，或甚至在21世紀內以電動形式出現，但小型飛機可電動化。截至2020年5月，世上最大的電動飛機是一架經過改裝的塞斯納208小型飛機。
對英國氣候變化委員會 (CCC) 而言，巨大的技術變化尚不確定，但國際諮詢公司羅蘭貝格指出，在2016年至2018年間會出現80個新的電動飛機項目，其中3分之2採全電動，大型飛機則採用混合動力，會在2030年代初期用於倫敦到巴黎等短途航線，估計在2045年之前不會有商用全電動飛機出現。羅蘭貝格預測，如果燃油效率每年提高1%，且沒有電動或混合動力飛機問世，航空業到2050年的二氧化碳排放佔比將達到24%；如果機齡達10年的傳統飛機受法規限制而被電動或混合動力飛機取代（從2020年開始），則二氧化碳排放佔比將降至3-6%，到2050年，電動和混合動力機隊的佔比將達到70%。但電池供應限制（有電動汽車與之競爭）會阻礙其在航空領域的應用。事實證明，鋰離子電池結構脆弱且容易著火，且其儲電能力會隨時間衰減。目前正在尋求鋰離子電池的替代品，例如鈉離子電池。

### 非二氧化碳排放
航空業除排放二氧化碳外，還會排放氮氧化物、懸浮微粒、未燃燒碳氫化合物 (UHC) 和凝結尾。飛行航線可予優化：對冬季跨大西洋航班的二氧化碳、水和氮氧化物排放建模顯示，西行航班的輻射強迫可降低多達60%，東行航班循高速氣流飛行的輻射強迫可降低約25%，這種飛行因為距離較遠，高度低而增加油耗，成本會增加10-15%，但成本增加0.5%卻可減少高達25%的輻射強迫。巡航高度較最適合飛行高度低2,000英尺（約600米）時可把輻射強迫降低21%，而高出2,000英尺時會增加9%的輻射強迫。
氮氧化物
由於噴氣發動機的設計改進，氮氧化物排放在1997年至2003年間下降達40%以上。在適合巡航高度之下2,000英尺（610米）飛行，可降低氮氧化物的排放，因此降低輻射強迫的影響。
顆粒物
現代發動機在飛行中均不會產生煙霧，早期噴射發動機在高功率運轉時會排放大量的顆粒物及煙霧。
未燃燒碳氫化合物
這種物質由不完全燃燒產生，在低壓縮和/或相對較低的燃燒溫度下,會產生較多的未燃燒碳氫化合物，目前由於引擎技術的改進，此類問題大部分已被消除。
凝結尾
透過降低巡航高度和略微增加飛行時間可減少凝結尾的生成，但這將受到空域容量的限制，尤其是在歐洲和北美，且由於低空飛行會導致燃油消耗增加，而增加4%的二氧化碳排放。由凝結尾產生的輻射強迫可透過班表安排而予以降低：夜間飛行佔所有航班的25%，但造成60-80%的輻射強迫，而冬季航班僅佔所有航班的22%，卻造成一半的輻射強迫。由於有研究發現僅2%的航班造成80%的凝結尾輻射強迫，將其中1.7%的航班飛行高度上下調整2,000 英尺（約610米）以避開高濕度區域，可將凝結尾的形成減少59%。

### 國家碳預算
在英國，交通運輸的排放已取代火力發電廠成為最大的排放來源，其中包括來自航空業的4%佔比。預計這種擴大會延續到2050年，因此降低乘客需求有其必要。對氣候變化委員會來說，該國在1990年到2050年減排80%的目標雖然在2019年看來仍可實現，但委員會仍建議《巴黎協定》應把其排放目標更為強化。委員會的立場是如航空等有問題部門的排放，應該通過溫室氣體清除、碳捕集與封存以及林地復育來抵消。
氣候變化委員會在2020年12月表示：“這些緩解方案包括需求管理、提高飛機效率（包括使用混合動力飛機）以及使用可持續航空燃料（生物燃料、生物廢棄物轉化為燃料及合成噴射燃料）以取代化石燃料。 ”英國會把國際航空和航運的排放納入其碳預算，並希望其他國家跟進。

### 碳抵銷

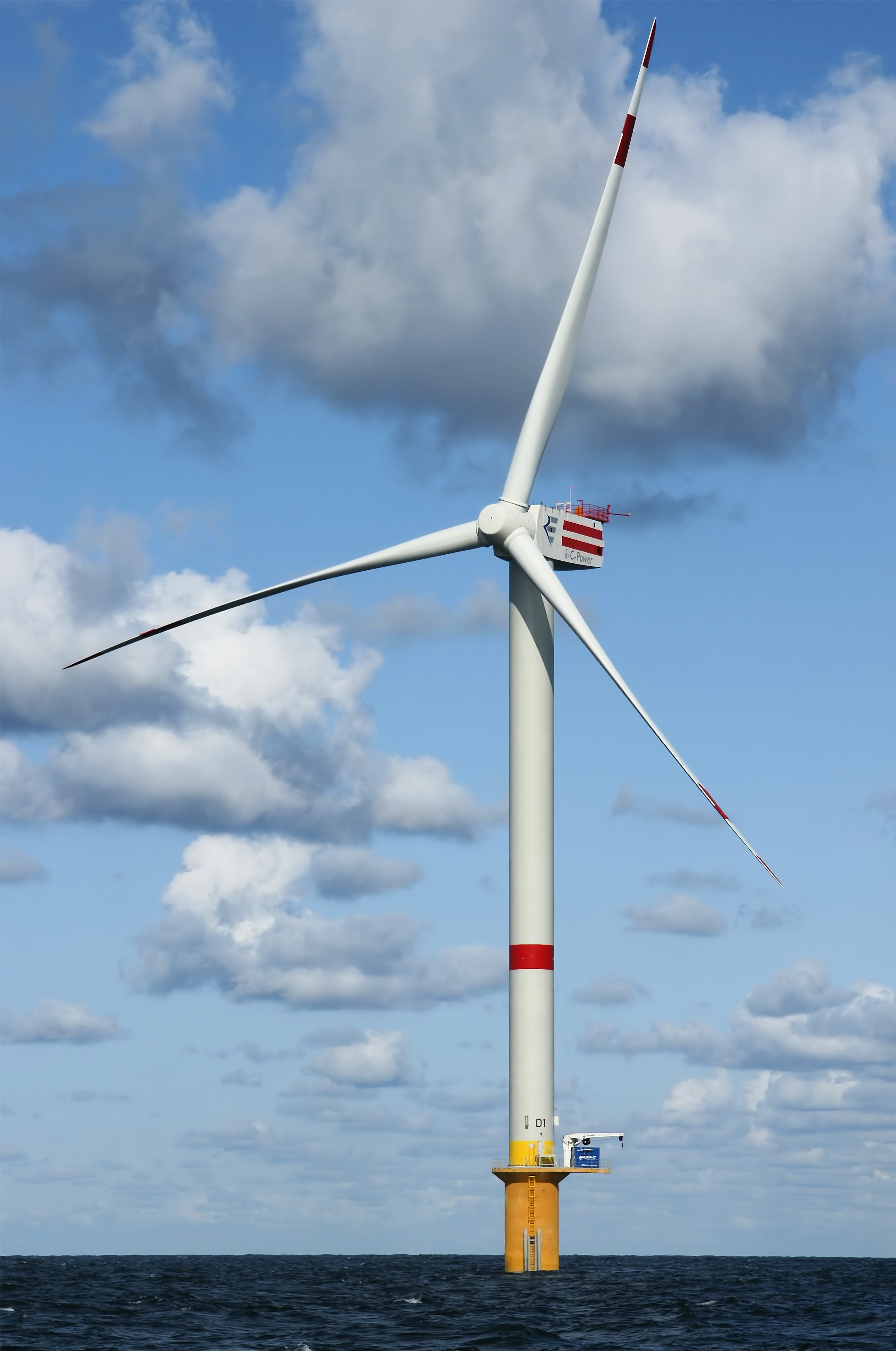
航空公司透過碳抵銷籌集到的資金通常用於資助清潔能源能項目，如興建相片中的風力發動機。

碳抵消是種補償航空排放的方法，通過光合作用（例如，通過林地復育或植樹造林）儲存足夠的碳或經植物將碳吸收，以將特定人類行為排放的碳予以平衡。
消費者選擇
一些航空公司會提供乘客選擇，讓他們在購票時多付一些錢，贊助航空公司的碳抵銷計畫（投資於如可再生能源及未來的環境科技）。提供此類措施的航空公司包括英國航空、美國大陸航空、易捷航空、以及加拿大航空、紐西蘭航空等。消費者也可在個別市場上購買這種碳抵銷。這類產品有認證標準，包括黃金標準和Green-e。

### 航空公司抵銷
有些航空公司已經實現碳中和的目標，例如哥斯大黎加的Nature航空，或者聲稱已達到，例如加拿大的Harbour Air Seaplanes。印度從事長途飛行的低成本航空公司Fly POP宣稱公司的目標在實現碳中和。
法國航空航在2019年宣布從2020年1月起，將透過認證項目，把其國內每日450航班（載客57,000人）二氧化碳排放量抵銷。該公司還會在所有航班提供乘客自願付費做碳抵銷的選項，並預定到2030年將每人/公里排放量減少50%（相較2005年的水準）。
英國的易捷航空決定從2019年起透過投資二氧化碳減排項目來抵消其所有航班的碳排放。它聲稱是第一家進行碳中和的主要航空運營商，其2019-20財務年度花費在此的成本為2,500萬英鎊。在2018-19財務年度，其每位乘客的二氧化碳排放量為77克，上一年的排放量為78.4克。
從2020年1月開始，英國航空開始透過碳減排項目投資來抵消其每天75個國內航班的排放量。該航空公司將透過使用節能飛機、可持續燃料和運營變革，實現到2050年達成碳中和的目標。乘坐海外航班的乘客可為飛往馬德里的經濟艙支付1英鎊，或飛往紐約市的商務艙支付15英鎊來協助做碳抵銷。
美國低成本航空公司捷藍航空計劃從2020年7月開始對其國內航班的排放採用碳抵銷措施，為美國主要航空公司中從事這種做法的首家。它還計劃從2020年年中開始使用由芬蘭納斯特由廢棄物提煉出的可持續航空燃料。捷藍航空在2020年8月透過提高效率和碳抵消，成為美國國內航班完全實現碳中和的業者。達美航空承諾在10年內達到同樣的目標。
聯合航空為實現在2050年達到碳中和，與西方石油公司和私募投資公司Rusheen Capital Management共同擁有的公司1PointFive，共同投資在美國建造最大的碳捕集與封存設施（採用加拿大碳工程公司的技術），目標是實現近10%的碳抵消。 

## 外部連結
機構
- (PDF). FAA Office of Environment and Energy. January 2015  [2023-02-18]. （原始内容存档 (PDF)于2023-04-15）.
- (PDF). Advisory Council for Aviation Research and Innovation in Europe. 2017  [2023-02-18]. （原始内容存档 (PDF)于2022-01-20）.
- (PDF). EASA. 2019  [2023-02-18]. （原始内容 (PDF)存档于2019-12-04）.
- . ICAO. 2019  [2023-02-18]. （原始内容存档于2023-06-04）.

擔憂
- . AirportWatch.   [2023-02-18]. （原始内容存档于2008-01-13）. oppose any expansion of aviation and airports likely to damage the human or natural environment, and to promote an aviation policy for the UK which is in full accordance with the principles of sustainable development

產業
- . Air Transport Action Group.   [2023-02-18]. （原始内容存档于2012-07-07）. information on the many industry measures underway to limit the impact of aviation on the environment
- . Sustainable Aviation.   [2023-02-18]. （原始内容存档于2023-08-06）. collective approach of UK aviation to tackling the challenge of ensuring a sustainable future
- (PDF). Air Transport Action Group. November 2015  [2023-02-18]. （原始内容存档 (PDF)于2015-12-27）.

研究
- . Washington State University and the Massachusetts Institute of Technology.   [2023-02-18]. （原始内容存档于2023-08-19）.
- . Massachusetts Institute of Technology.   [2023-02-18]. （原始内容存档于2023-06-30）.
- . Massachusetts Institute of Technology.   [2023-02-18]. （原始内容存档于2021-08-16）.
- . Sustainable Sky Institute.   [2023-02-18]. （原始内容存档于2023-06-08）.
- Stefan Gössling. . Lund University — Department of Service Management and Service Studies. 2015-02-05  [2023-02-18]. （原始内容存档于2022-12-22）.[哪個／哪些？]

探討
- The Heinrich Böll Foundation and the Airbus Group.  (PDF). May 2016  [2023-02-18]. （原始内容存档 (PDF)于2023-03-09）.
- Antoine Gelain. . Aviation Week & Space Technology. 2016-08-10  [2023-02-18]. （原始内容存档于2018-10-17）.
- . International Energy Agency. June 2020  [2023-02-18]. （原始内容存档于2023-07-06）.
- Hannah Ritchie. . Our World in Data. 2020-10-22  [2023-02-18]. （原始内容存档于2023-09-12）.